# تشارلز أكونور
تشارلز كوابلان أكونور (بالألمانية: Charles Akonnor)‏، من مواليد 12 مارس 1974 في أكرا في غانا، لاعب كرة قدم غاني.
بدأ مسيرته الكروية مع نادي فورتونا كولن الألماني في عام 1992، ولعب معهم حتى عام 1998، وشارك معهم في 153 مباراة وسجل 26 هدف، وفي عام 1998 انتقل إلى نادي فولسبورغ الألماني، ولعب معهم حتى عام 2003، وشارك معهم في 121 مباراة وسجل 13 هدف، وفي موسم 2004/2005 انتقل إلى نادي أنترهانتشنغ الألماني، ولعب معهم 46 مباراة وسجل 4 أهداف، ومنذ عام 2005 وهو يلعب مع نادي هورسنز الدنماركي.
و قد لعب مع منتخب غانا لكرة القدم.

## روابط خارجية
- تشارلز أكونور على موقع الاتحاد الدولي (مؤرشف)  (الإنجليزية)
- تشارلز أكونور على موقع قاعدة بيانات كرة القدم.إي يو (الإنجليزية)
- تشارلز أكونور على موقع بيانات كرة القدم. دي إي (الألمانية)
- تشارلز أكونور على موقع ناشيونال فوتبول تيمز (الإنجليزية)
- تشارلز أكونور على موقع Soccerway.com (الإنجليزية)
- تشارلز أكونور على موقع عالم كرة القدم.نت (الإنجليزية)
- تشارلز أكونور على موقع أوليمبيديا (الإنجليزية)